# Love, Laughs and Lather
Love, Laughs and Lather è un cortometraggio muto del 1917 interpretato da Harold Lloyd e prodotto da Hal Roach. Il nome del regista non viene riportato nei credit.

## Trama
In America, nel West, un inglese affronta una serie di avventure in compagnia del suo valletto.

## Produzione
Il film fu prodotto da Hal Roach per la Rolin Films. Venne girato dal 29 gennaio al 14 febbraio 1917.

## Distribuzione
Distribuito dalla Pathé Exchange, il film - un cortometraggio di due bobine - uscì nelle sale cinematografiche USA il 4 novembre 1917.